# Coptaspis crassinervosa
Coptaspis crassinervosa är en insektsart som beskrevs av Ludwig Redtenbacher 1891. Coptaspis crassinervosa ingår i släktet Coptaspis och familjen vårtbitare. Inga underarter finns listade i Catalogue of Life.